# Gyermekrablások az orosz–ukrán háborúban
Az orosz–ukrán háború során, Oroszország erőszakosan kitelepített  majdnem 20 ezer ukrán gyermeket saját maga által irányított területekre. Orosz állampolgárságot adott nekik, és orosz családokkal fogadtatta örökbe őket, akaratuk ellenére. Ezen felül akadályozta a családegyesítést, és ezen gyermekek szülőhazájukba visszatérését.
Az Egyesült Nemzetek Szervezete kijelentette, hogy ezek az erőszakos kitelepítések háborús bűncselekménynek számítanak.
A Nemzetközi Büntetőbíróság elfogatóparancsot adott ki Vlagyimir Vlagyimirovics Putyin, illetve Maria Lvova-Belova Oroszország gyermekjogi biztosa ellen, a feltételezett érintettség okán.
A nemzetközi jog szerint, beleértve az 1948-as genocídiumegyezményt, ez az eljárás népirtásnak minősül, ha a célja ha egy bizonyos nemzet, vagy etnikai csoport ellen irányul, és szánt szándékkal ennek a nemzetnek vagy népcsoportnak a részleges, vagy teljes kiirtása a cél.